# (7160) Tokunaga
(7160) Tokunaga (1981 UQ29) – planetoida z pasa głównego asteroid okrążająca Słońce w ciągu 3,88 lat w średniej odległości 2,47 j.a. Odkryta 24 października 1981 roku.